# Discurso de Gettysburg

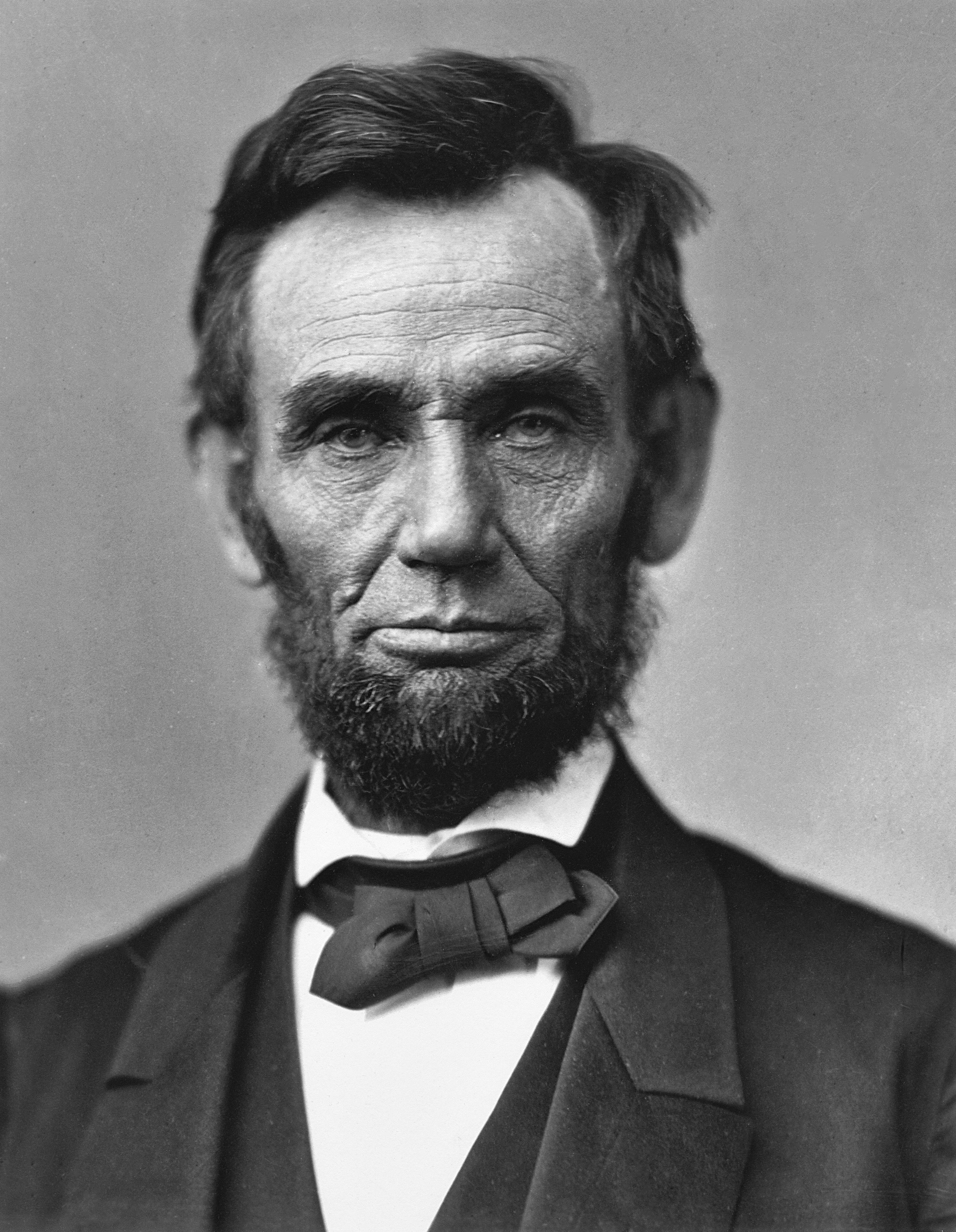
Abraham Lincoln, foi o 16º Presidente dos Estados Unidos, entre 1861 e 1865

O Discurso de Gettysburg é o mais famoso discurso do presidente dos Estados Unidos, Abraham Lincoln. Foi proferido na cerimónia de dedicação do Cemitério Nacional de Gettysburg, na tarde do dia 19 de novembro de 1863, quatro meses depois da vitória na batalha de Gettysburg, decisiva para o resultado da Guerra de Secessão.
Em apenas 272  palavras, ditas em menos de dois minutos, Lincoln invocou os princípios da igualdade da Declaração de Independência e definiu o final da Guerra Civil como um novo nascimento da Liberdade que iria trazer a igualdade entre todos os cidadãos, criando uma nação unificada em que os poderes dos estados não se sobrepusessem ao "Governo do Povo, Pelo Povo, para o Povo".
A importância do Discurso de Gettysburg é comprovada pela sua recorrência na cultura americana. Além de estar gravado no Memorial de Lincoln em Washington, D.C., o discurso é estudado nas escolas, sendo frequentemente mencionado nos meios de comunicação e em obras de cultura popular.

## O Discurso

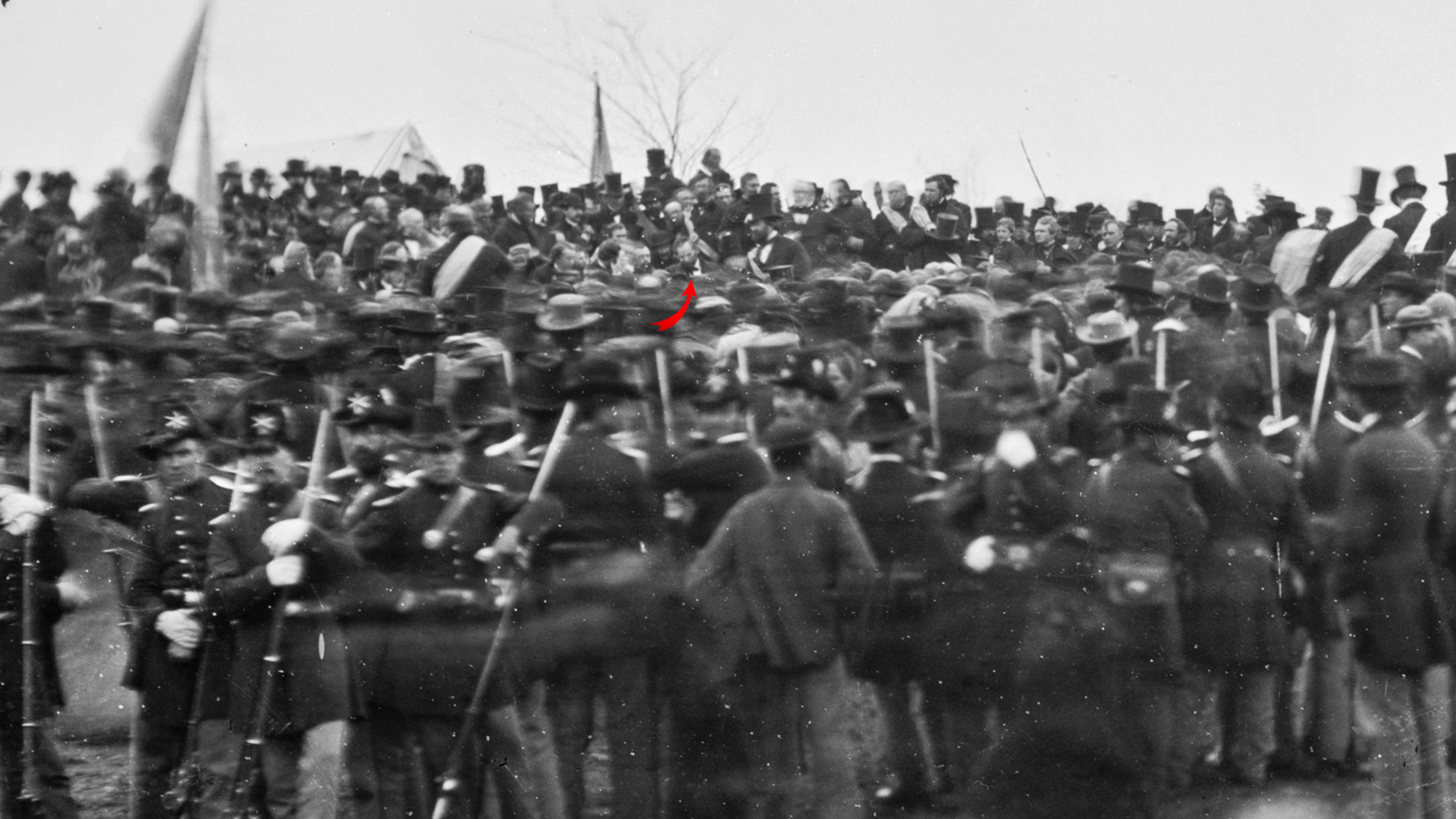
A única foto conhecida de Abraham Lincoln proferindo o famoso Discurso de Gettysburg.

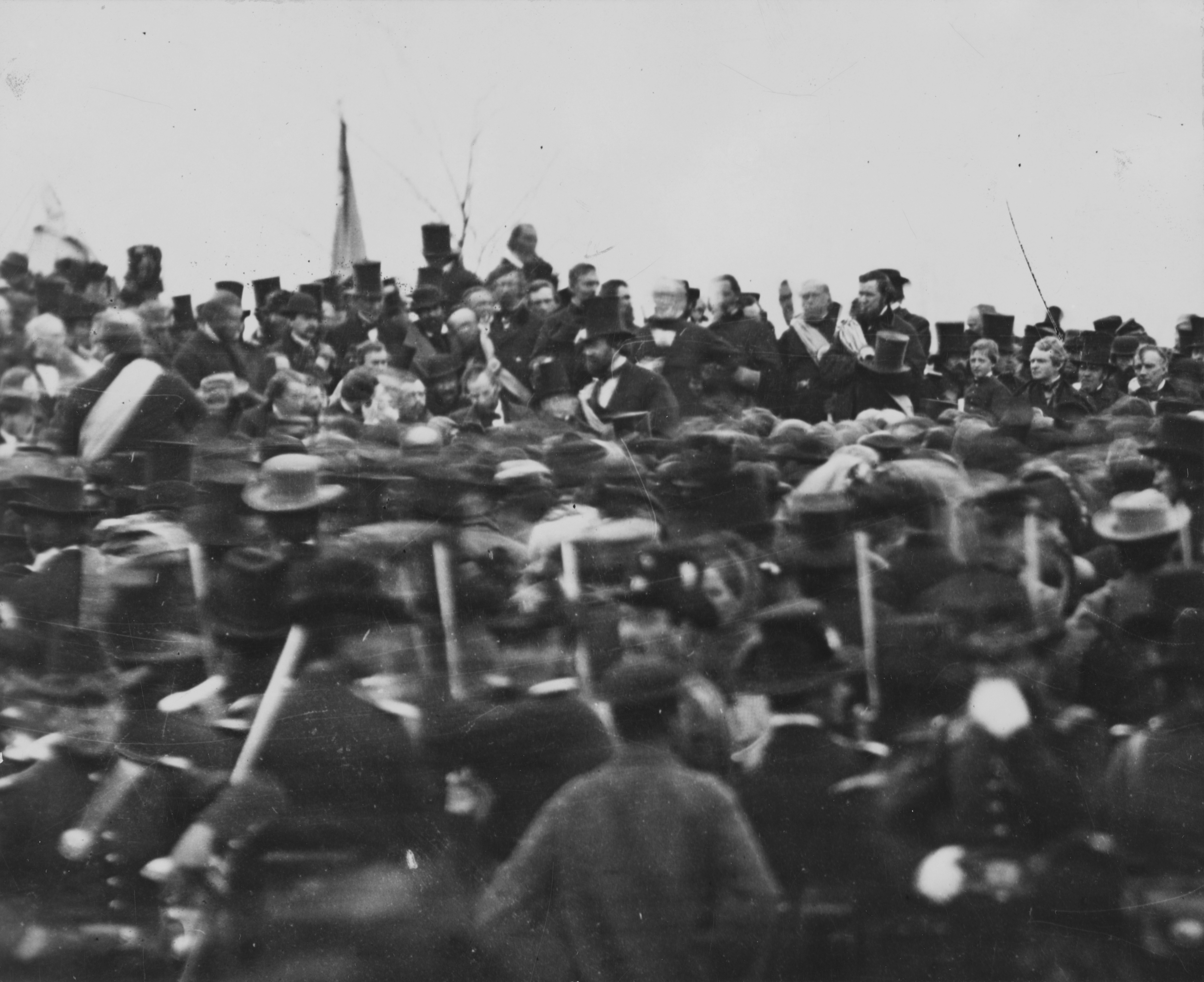
Imagem ressaltada de Lincoln em Gettysburg.

| “ | Há 87 anos, os nossos pais deram origem, neste continente, a uma nova Nação, concebida na Liberdade e consagrada ao princípio de que todos os homens nascem iguais. Encontramo-nos atualmente empenhados em uma grande guerra civil, pondo à prova se essa Nação, ou qualquer outra assim concebida e consagrada, poderá perdurar. Eis-nos em um grande campo de batalha dessa guerra. Eis-nos reunidos para dedicar uma parte desse campo ao derradeiro repouso daqueles que, aqui, deram suas vidas para que essa Nação possa sobreviver. É perfeitamente conveniente e justo que o façamos. Todavia, numa visão mais ampla, não podemos dedicar, não podemos consagrar, não podemos santificar este local. Os valentes homens, vivos e mortos, que aqui combateram já o consagraram, muito além do que nós jamais poderíamos acrescentar ou diminuir com os nossos fracos poderes. O mundo muito pouco atentará, e muito pouco recordará o que aqui dissermos, mas não poderá jamais esquecer o que eles aqui fizeram. Cumpre-nos, antes, a nós, os vivos, dedicarmo-nos hoje à obra inacabada até este ponto tão notavelmente adiantada pelos que aqui combateram. Antes, cumpre-nos a nós, os presentes, dedicarmo-nos à importante tarefa que temos pela frente — que estes mortos veneráveis nos inspirem a uma maior devoção à causa pela qual deram a última medida transbordante de devoção — que todos nós aqui presentes solenemente admitamos que esses homens não morreram em vão, que esta Nação, com a graça de Deus, renasça na liberdade, e que o governo do povo, pelo povo e para o povo jamais desapareça da face da Terra. | ” |

— Abraham Lincoln
19 de Novembro de 1863
Cemitério Militar de Gettysburg
Pensilvânia, Estados Unidos